# Luang Pho Daeng
Luang Pho Daeng (también llamado Loung Por Daeng o Loung Pordaeng) (1894-1973) fue un monje budista tailandés que murió de forma voluntaria recurriendo a la técnica del Sokushinbutsu en 1973, a los 79 años de edad. Su cuerpo momificado se exhibe en el Templo Wat Khunaram en la isla de Koh Samui en la Provincia de Surat Thani (Tailandia). 
Es una momia en perfecto estado de conservación y muy venerada en la isla. Lleva gafas de sol para evitar el efecto macabro que produciría mostrar las cuencas de los ojos vacías.